# 8-异戊烯基柚皮素
8-异戊烯基柚皮素（缩写8-PN，也称为flavaprenin、(S)-8-dimethylallylnaringenin、hopein、sophoraflavanone B等）是一种黄酮类化合物，分子式C20H20O5，属于异戊烯基黄酮类植物雌激素，具有极强的雌激素活性。